# Морнингтон (Ирландия)

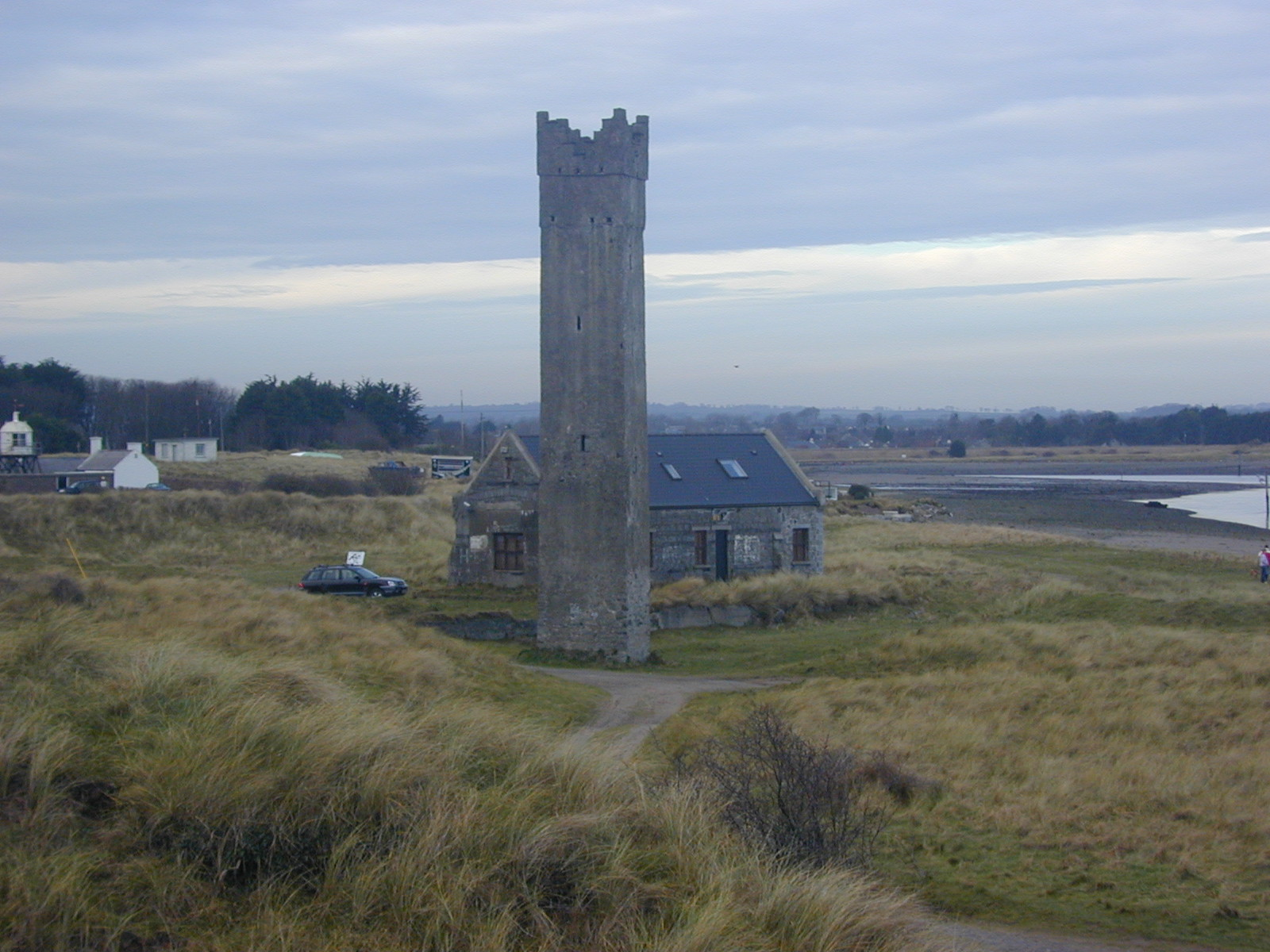
Морнингтон

Морнингтон (англ. Mornington; ирл. Baile Uí Mhornáin) — деревня в Ирландии, находится в графстве Мит (провинция Ленстер). Располагается на побережье Ирландского моря. Имеются 2 школы.